# Castelli della Romania
Elenco dei castelli della Romania.

## Castelli più importanti
| Immagine | Nome                     | Locazione                             | Inizio costruzione | Fine costruzione |
| -------- | ------------------------ | ------------------------------------- | ------------------ | ---------------- |
|          | Castello Bánffy          | Bonțida, Distretto di Cluj            | 1437               | 1890             |
|          | Castello di Bran         | Bran, Distretto di Brașov             | 1211               | 1377             |
|          | Castello Hunyad          | Hunedoara, Distretto di Hunedoara     | 1446               | XVII secolo      |
|          | Cittadella Făgăraș       | Făgăraș, Distretto di Brașov          | 1310               | 1630             |
|          | Castello Lázár           | Lăzarea, Distretto di Harghita        | 1532               | 1742             |
|          | Castello Mikó            | Miercurea Ciuc, Distretto di Harghita | 1623               | 1631             |
|          | Castello di Peleș        | Sinaia, Distretto di Prahova          | 1873               | 1914             |
|          | Castello Pelișor         | Sinaia, Distretto di Prahova          | 1899               | 1902             |
|          | Castello Săvârșin        | Săvârșin, Distretto di Arad           | 1650               | 1680             |
|          | Cittadella di Sighișoara | Sighișoara, Distretto di Mureș        | XII secolo         | 1642             |
|          | Castello Iulia Hasdeu    | Câmpina, Distretto di Prahova         | XIX secolo         | 1893             |

## Elenco per regione storica

### Banato

Il castello Huniade, Timișoara

Distretto di Timiș
- Banloc Castle, Banloc
- Mercy Castle, Sânandrei
- Castello Huniade, Timișoara
- Petala Mansion, Clopodia
- San Marco Mansion, Comloșu Mare
- Csekonics Castle, Jimbolia
- Lipthay Mansion, Lovrin
- Nikolić Mansion, Rudna
- Nakó Castle, Sânnicolau Mare
- Ambrózy Mansion, Remetea Mare
- Mocioni Castle, Foeni
- Manaszy Mansion, Hodoni
- Gudenus Mansion, Gad
- Zichy Mansion, Pesac
- Wimpffen Mansion, Mașloc

Distretto di Caraș-Severin
- Argidava Citadel, Vărădia

### Crișana
Distretto di Arad
- Mișici Castle, Lipova
- Bohuș Castle, Șiria
- Csernovics Castle, Macea
- Dietrich-Sukowsky Castle, Pâncota
- Konopi Castle, Odvoș
- Kövér-Appel Castle, Fântânele
- Mocioni Castle, Bulci
- Mocioni-Teleki Castle, Căpâlnaș
- Nopcea Castle, Arad
- Săvârșin Royal Castle, Săvârșin
- Salbek Castle, Petriș
- Solymosy Castle, Mocrea
- Purgly Castle, Șofronea

Distretto di Bihor
- Bathyanyi Castle, Aleșd
- Baroque Palace, Oradea
- Csáky Castle, Marghita
- Tisa Castle, Ghiorac

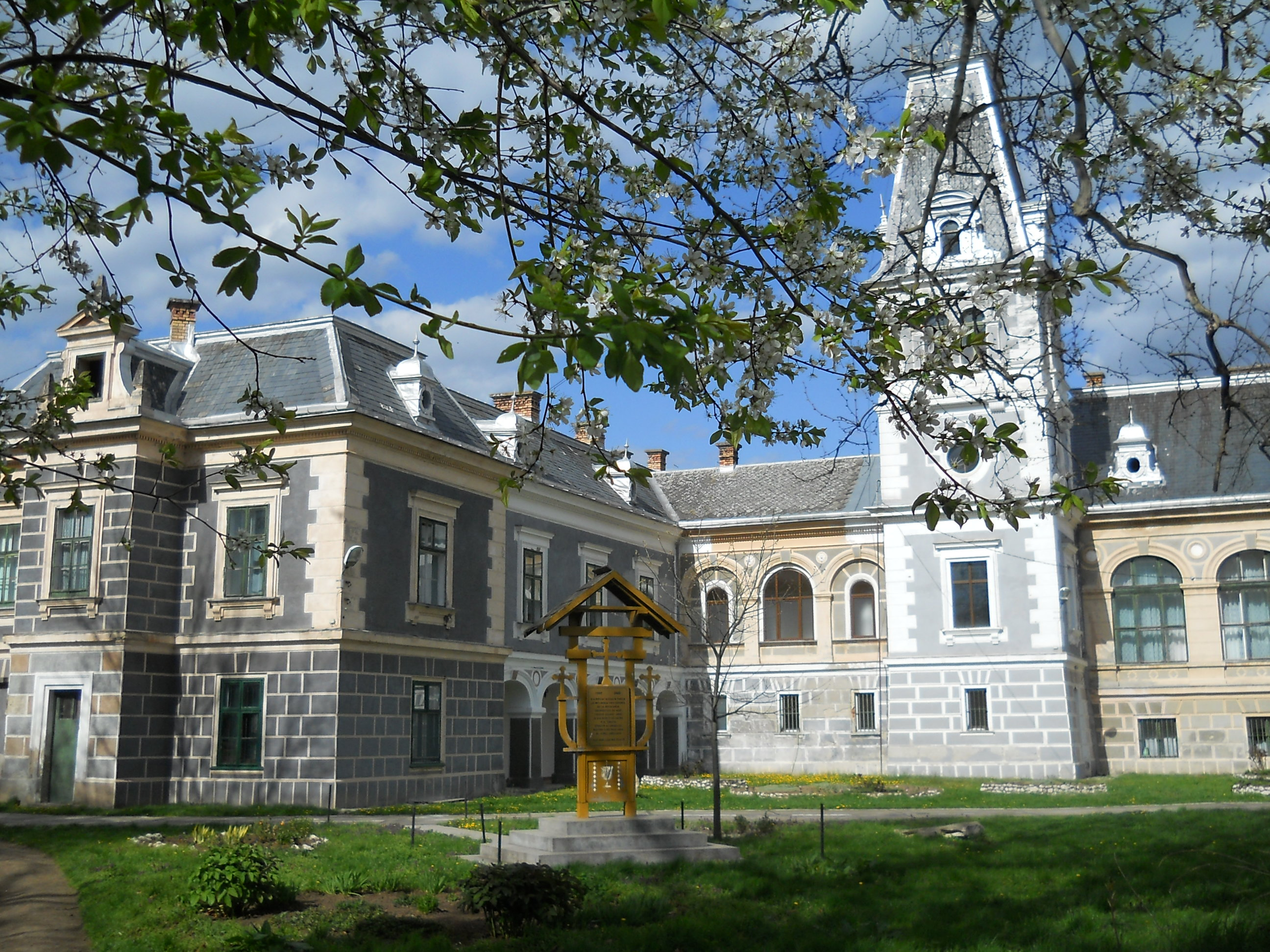
Károlyi wing of Csernovics Castle, Macea

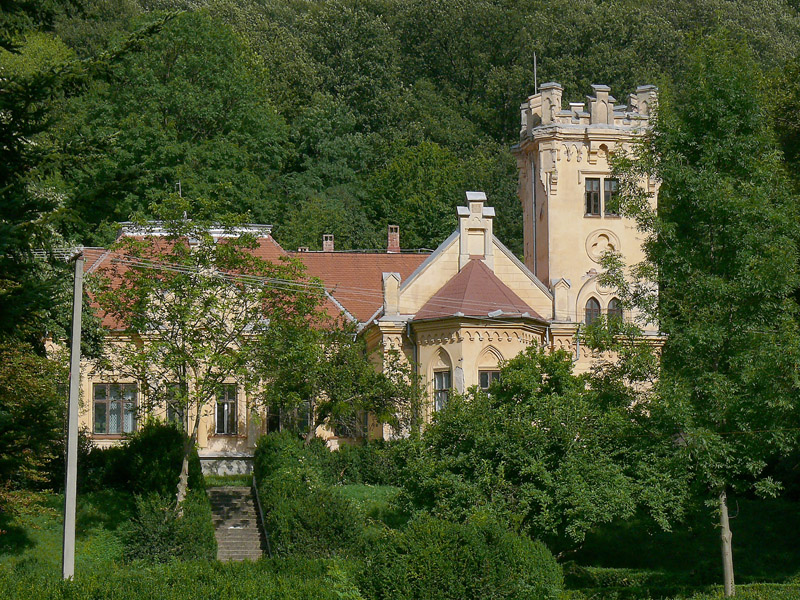
Zichy Hunting Castle, Gheghie

- Castle of the Premonstratens Order, Sânmartin
- Zathureczky Castle, Țețchea
- Degenfeld-Schonburg Castle, Balc
- Draveczky Castle, Galoșpetru
- Frater Castle, Galoșpetru
- Toldy Castle, Sânnicolau Român
- Miskolczy Castle, Ciumeghiu
- Moskovits Castle, Arpășel
- Stubenberg Castle, Săcueni
- Thelegdy Castle, Tileagd
- Zichy Castle, Diosig
- Zichy Hunting Castle, Poiana Florilor
- Zichy Hunting Castle, Gheghie
- Zichy Castle, Lugașu de Jos
- Komarony Mansion, Otomani
- Arany János Palace, Salonta

### Dobrugia
Distretto di Constanza
- Histria Citadel, Istria
- Carsium Citadel, Hârșova

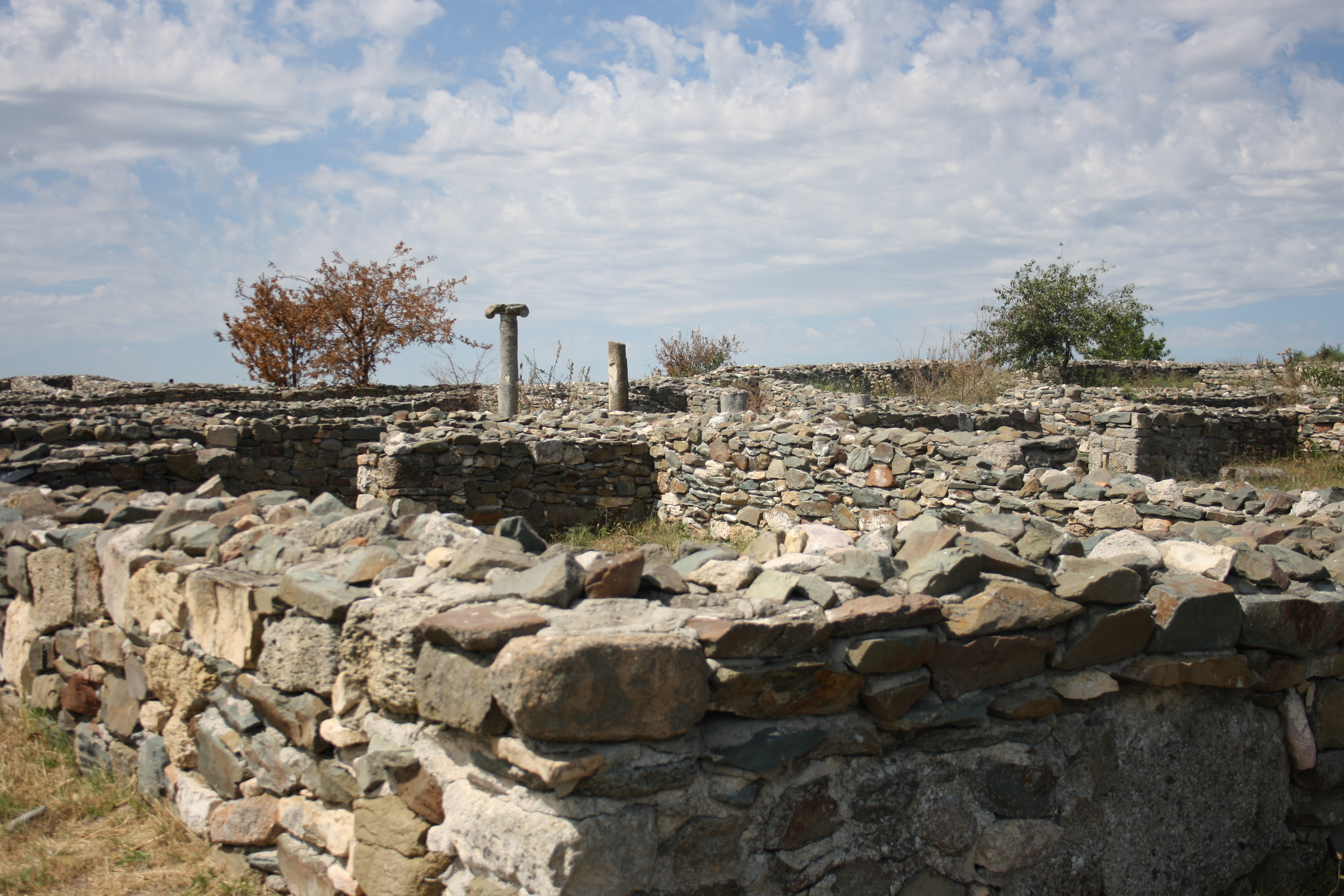
Histria Citadel

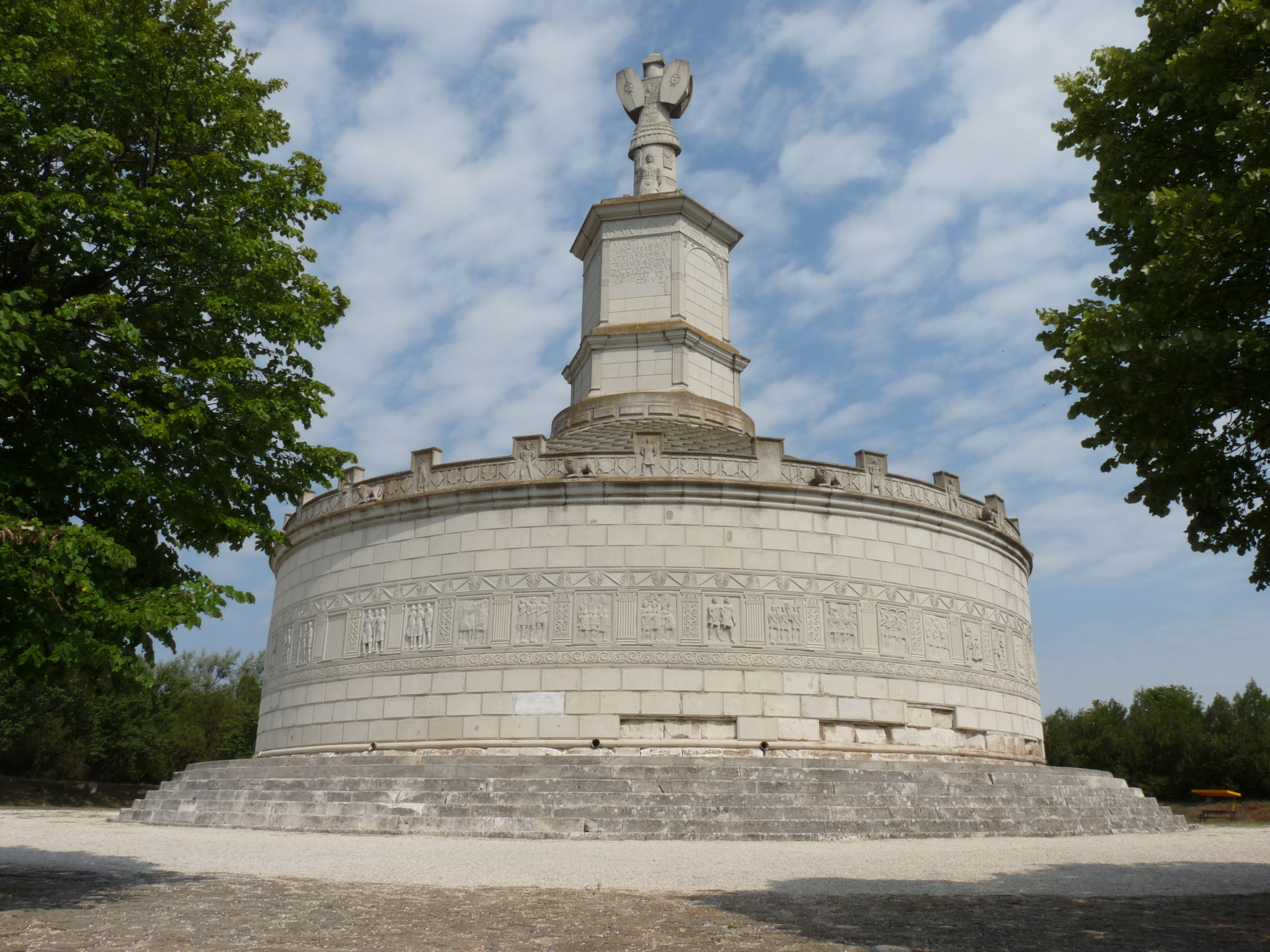
Monument and Roman citadel of Tropaeum Traiani

- Byzantine Citadel of Vicina, Ostrov
- Tropaeum Traiani Citadel, Adamclisi
- Callatis Citadel, Mangalia
- Capidava Citadel, Capidava

Distretto di Tulcea

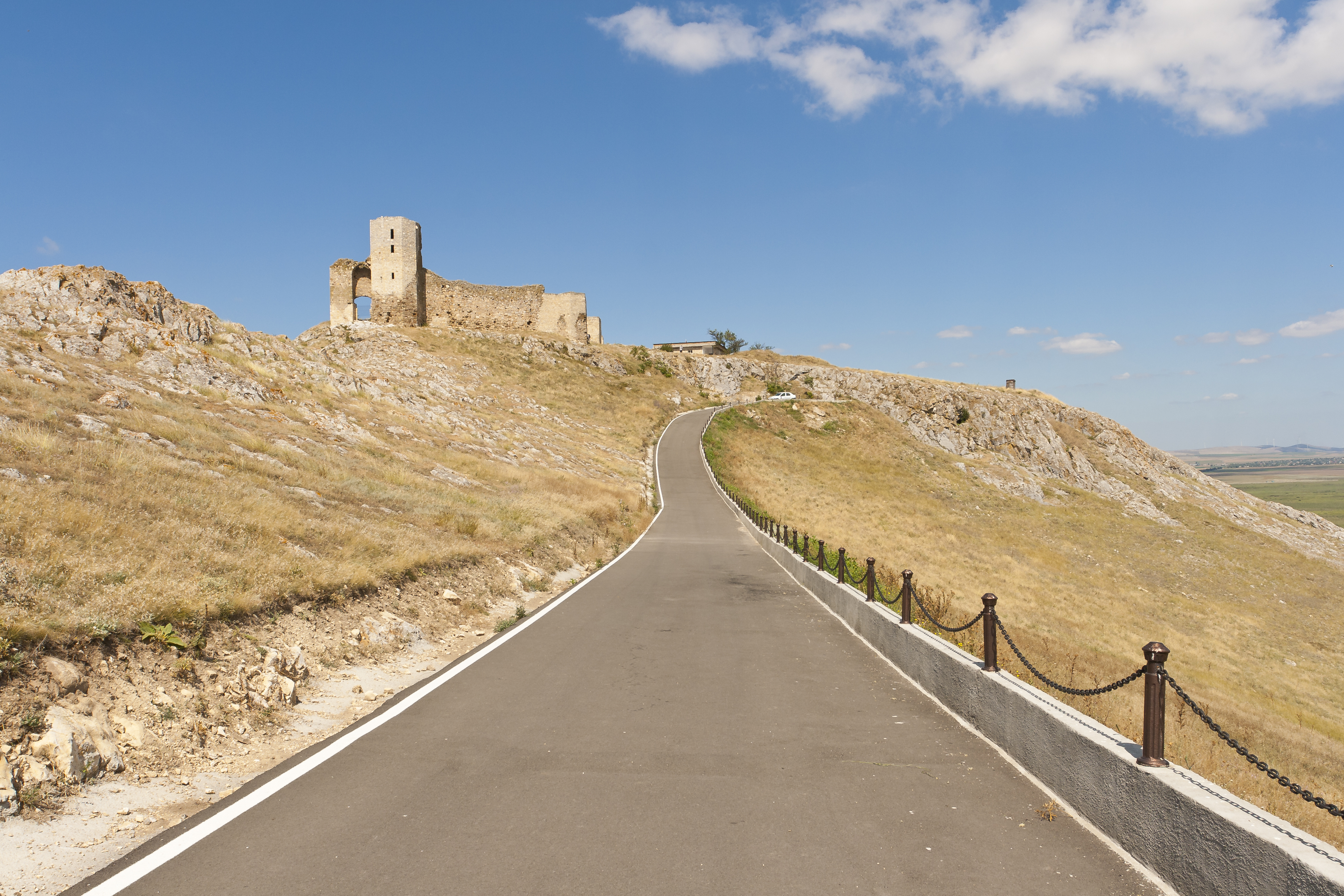
Castle of the Enisala Citadel

- Byzantine Citadel of Salsovia, Mahmudia
- Proslavița Citadel, Nufăru
- Libida Citadel, Slava Rusă
- Troesmis Citadel, Turcoaia
- Noviodunum Citadel, Isaccea
- Halmyris Citadel, Murighiol
- Heracleea Citadel, Enisala
- Argamum Citadel, Jurilovca
- Roman-Byzantine Citadel of Dinogetia, Garvăn

### Maramureș
Distretto di Satu Mare
- Castello Cserey-Fischer, Tășnad
- Castello Dégenfeld-Schönburg (già Wesselényi-Kendeffy), Hodod
- Castello Draveczky, Botiz
- Castello Károlyi, Ardud
- Castello Károlyi, Carei
- Castello Lonyai, Medieșu Aurit
- Castello Perényi, Turulung
- Castello Vécsey, Livada

Distretto di Maramureș
- Castello Apaffi, Coștiui
- Castello Blomberg, Gârdani
- Castello Mihály, Sarasău
- Castello Teleki, Pribilești
- Castello Pecsi Mihai, Țicău
- Castello Szaplonczay, Tibisco
- Castello Teleki, Coltău
- Castello Teleki, Satulung
- Castello Teleki, Șomcuta Mare

### Moldavia

Il castello Sturdza di Miclăușeni

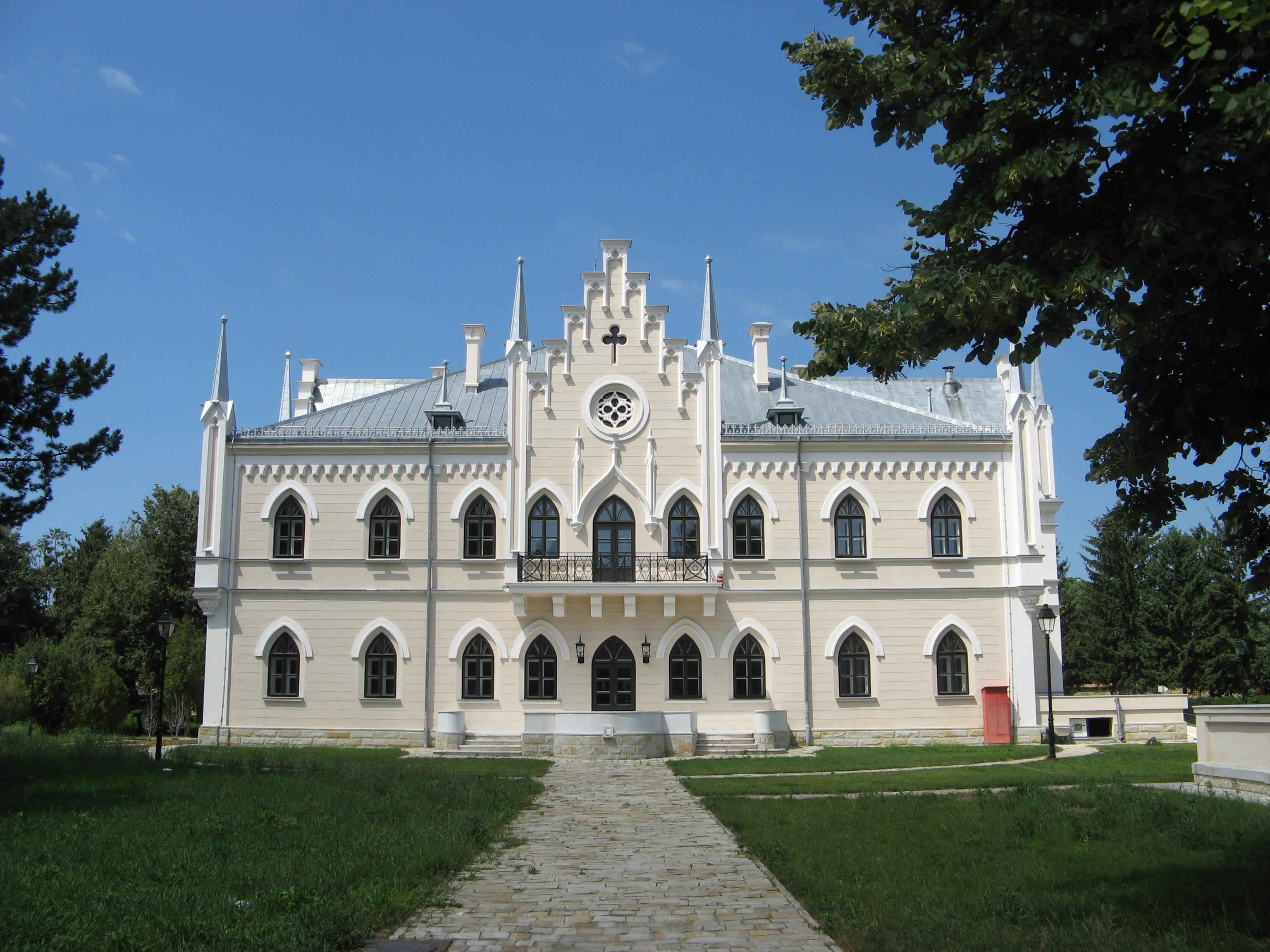
Il palazzo Cuza di Ruginoasa

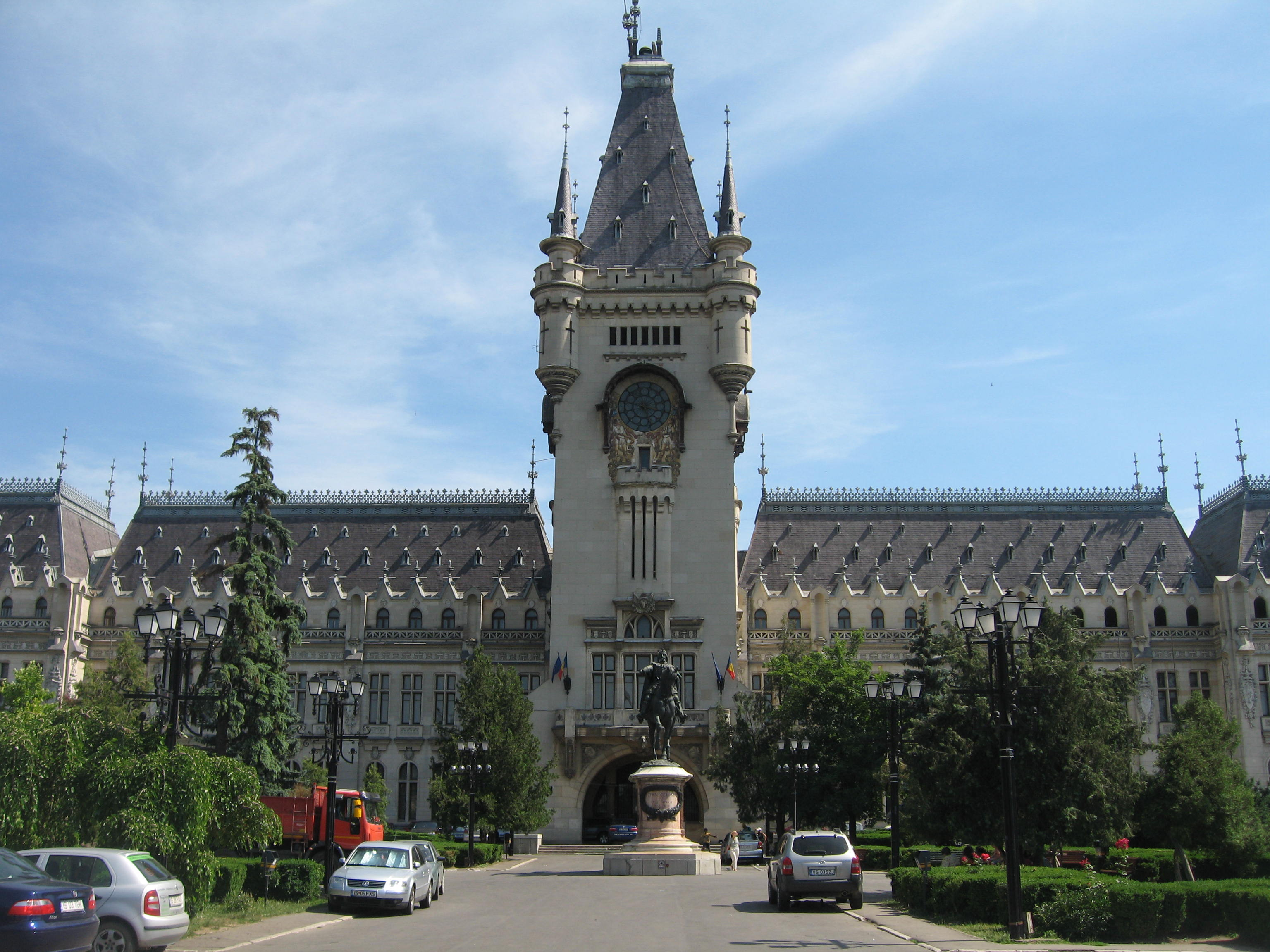
Palazzo della Cultura, Iași

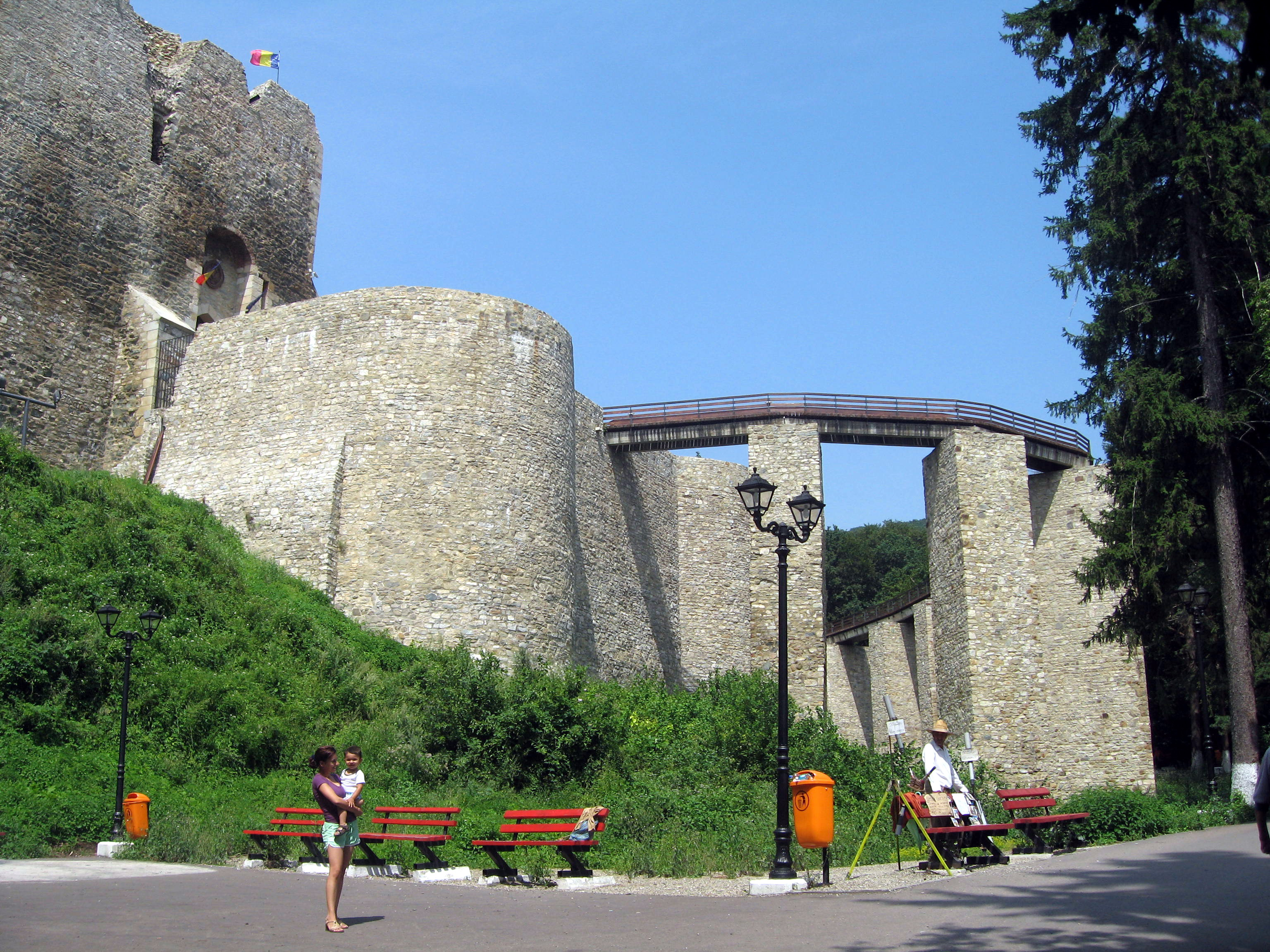
Neamț Citadel

Distretto di Iași
- Castello Sturdza, Miclăușeni
- Palazzo Roznovanu Palace, Iași
- Palazzo Cuza, Ruginoasa
- Palazzo Sturdza, Cozmești
- Palazzo Sturdza, Miroslava
- Palazzo della Cultura, Iași
- Palazzo Neuschotz Palace, Iași

Distretto di Neamț
- Neamț Citadel, Târgu Neamț
- Roznovanu Castle, Roznov
- Petrodava Citadel, Piatra Neamț
- Princely Palace, Ceahlău
- New Citadel of Roman
- Old Citadel of Roman

Distretto di Suceava
- Suceava Citadel, Suceava
- Șcheia Citadel, Suceava
- Sturdza Castle, Salcea

Distretto di Bacău
- Știrbey Palace, Dărmănești
- Ghika Palace, Comănești
- Ghika Castle, Dofteana

Distretto di Vaslui
- Rosetti-Solescu Mansion, Solești

Distretto di Vrancea
- Crăciuna Citadel, Câmpineanca

### Oltenia
Distretto di Dolj
- Administrative Palace, Craiova
- Jean Mihail Palace, Craiova
- Palace of Justice, Craiova
- Metropolitan Palace, Craiova
- Marincu Palace, Craiova

Distretto di Olt
- Cosma Constantinescu Palace, Corabia

Distretto di Mehedinți
- Grădeț Citadel
- Pleșa Castle, Obârșia de Câmp
- Princely Palace, Strehaia
- Theodor Costescu Cultural Palace, Drobeta-Turnu Severin

Distretto di Gorj
- Palace of Finance, Târgu Jiu

Distretto di Vâlcea
- Episcopal Palace, Râmnicu Vâlcea
- Princely Palace, Romanii de Jos

### Transilvania
Distretto di Alba

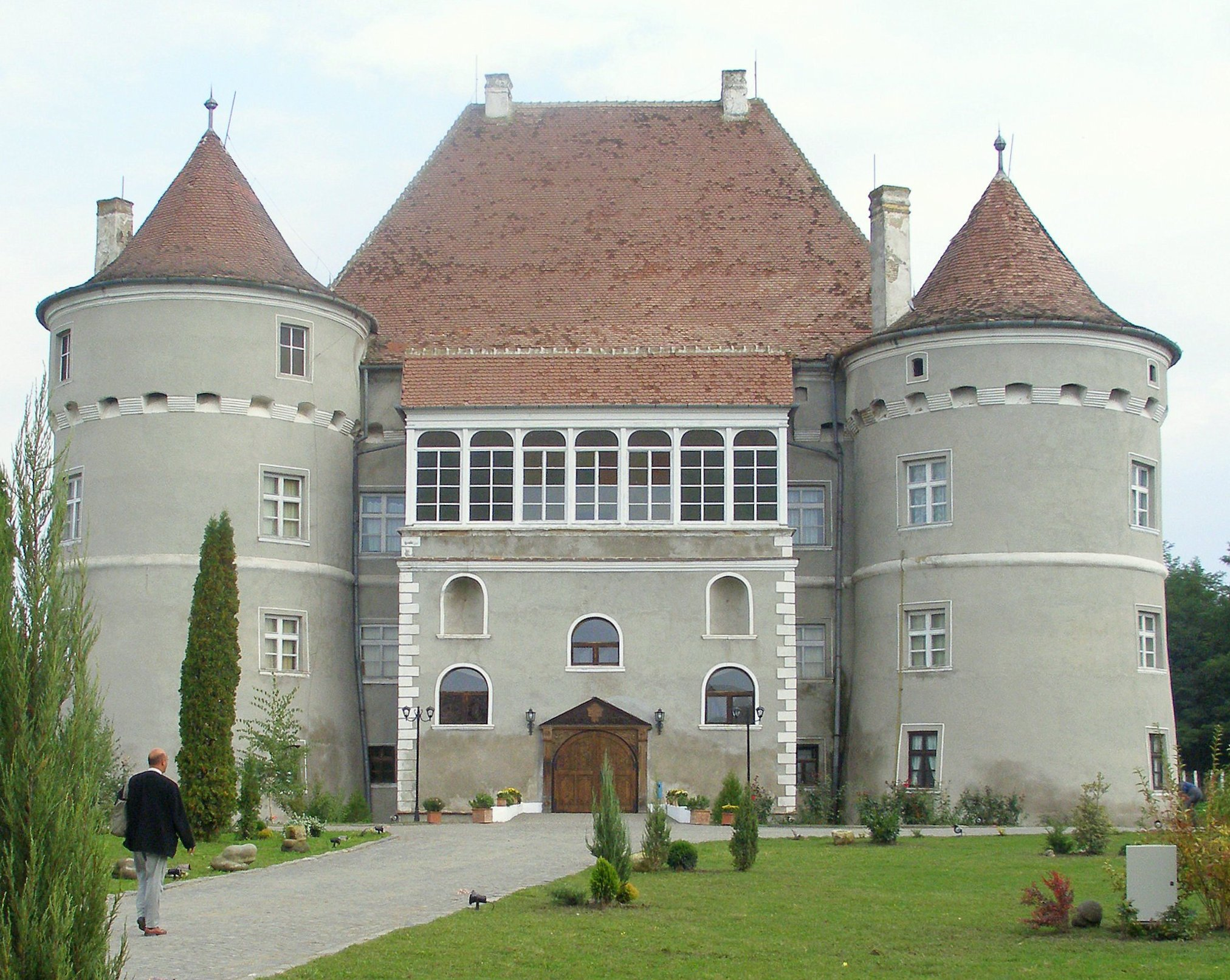
Bethlen-Haller Castle, Cetatea de Baltă

- Bethlen-Haller Castle, Cetatea de Baltă
- Esterházy Castle, Șard
- Martinuzzi Castle, Vințu de Jos
- Medieval Citadel of Stremț
- Kemény Castle, Sâncrai
- Wesselenyi Castle, Obreja
- Mikes Castle, Cisteiu de Mureș
- Teleki Castle, Uioara de Sus
- Bethlen Castle, Aiud
- Alexius and Georgius Bethlen Castle, Sânmiclăuș
- Kemény Castle, Galda de Jos

Distretto di Bistrița-Năsăud
- Hye Castle, Ilişua
- Lázár Imre Castle, Sărata
- Rákóczi Castle, Şieu-Măgheruş
- Torma Castle, Cristeştii Ciceului
- Wesselenyi Castle, Chiochiş
- Haller Castle, Matei
- Teleki Castle, Comlod
- Teleki Castle, Posmuş
- Bánffy Castle, Urmeniş
- Bethlen Castle, Arcalia
- Bethlen Castle, Beclean
- Bethlen Castle, Cristur-Şieu

Distretto di Brașov
- Béldy Ladislau Castle, Budila
- Nemes Castle, Budila
- Mikes Castle, Budila
- Castello di Bran, Bran

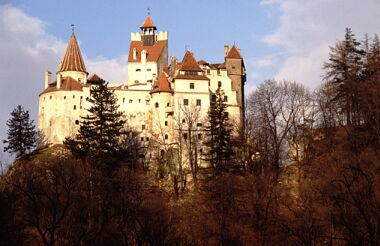
Bran Castle

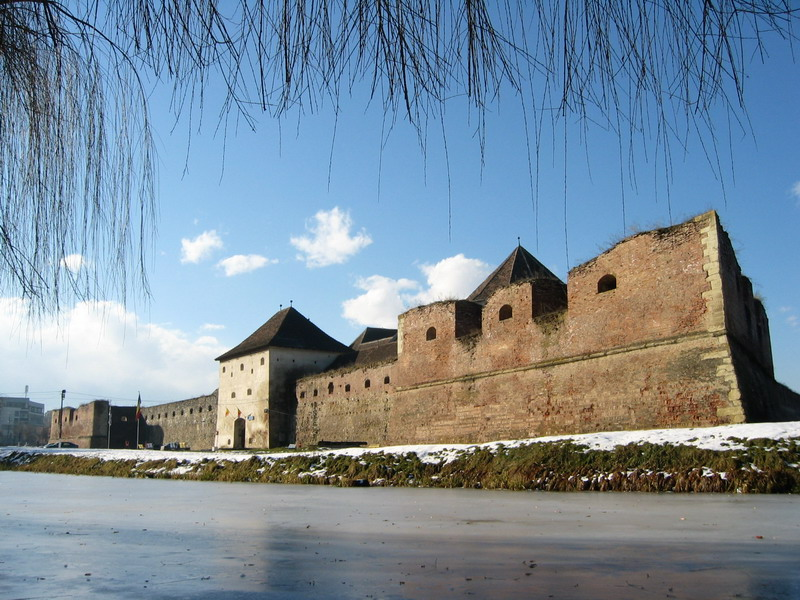
Făgăraş Fortress

- Brâncoveanu Castle, Sâmbăta de Sus
- Brukenthal Castle, Sâmbăta de Jos
- Sükösd-Bethlen Castle, Racoş
- Făgăraş Castle
- Kálnoky Castle, Hoghiz
- Haller Castle, Hoghiz
- Guthman-Valenta Castle, Hoghiz
- Rupea

Distretto di Cluj
- Kornis Castle, Manastirea
- Bonţida Bánffy Castle
- Bánffy Castle, Răscruci
- Bánffy Castle, Borşa
- Béldy Castle, Geaca
- Bocskai Castle, Aghireşu
- Gilău Castle, Gilău
- Haller Castle, Coplean

- Jósika Castle, Moldoveneşti
- Kemény Castle, Jucu de Sus
- Kemény-Bánffy Castle, Luncani
- Kornis Castle, Mănăstirea
- Mikes Castle, Săvădisla
- Teleki Castle, Luna de Jos
- Veres Castle, Livada
- Wass Castle, Ţaga
- Wass-Banffy Castle, Gilău

Distretto di Covasna
- Apor Castle, Turia
- Béldy-Mikes Castle, Ozun
- Mikó Castle, Olteni
- Szentkereszty Castle, Arcuş
- Thury-Bányai Castle, Tamaşfalău
- Daniel Castle, Tălişoara
- Daniel Castle, Vârghiş
- Nemes Castle, Hăghig
- Kálnoky Castle, Micloşoara
- Kálnoky Castle, Valea Crişului
- Mikes Castle, Zăbala
- Mikes-Szentkereszty Castle, Zagon
- Mikes Castle, Bixad

Distretto di Harghita
- Apafi Castle, Tomeşti
- Lázár Castle, Lăzarea

Distretto di Hunedoara
- Castello dei Corvino, Hunedoara
- Bela Fay Castle, Simeria
- Gyulay Ferenc Castle, Mintia
- Kendeffy Castle, Sântămăria-Orlea
- Nalatzi-Fay Castle, Nălaţvad
- Pogány Castle, Păclişa

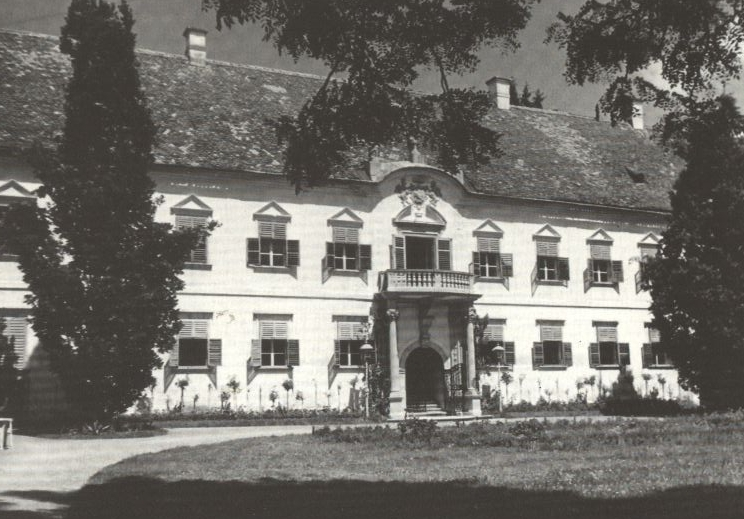
Bánffy Castle in Bonţida in 1935.

- Veress Castle, Bobâlna (Rapoltu Mare)
- Jósika Castle, Brănişca
- Nopcsa Castle, Săcel (Sântămăria-Orlea)
- Nopcsa Castle, Zam

Distretto di Mureș
- Apalina Castle, Apalina, Mureş
- Apor Castle, Abuş, Mureş
- Banffy Castle, Gheja, Mureş
- Bornemisza Castle, Gurghiu
- Chendu Castle, Chendu
- Degenfeld Castle, Cuci
- Dózsa-Barátosi Castle, Trei Sate
- Ermitu Castle, Eremitu

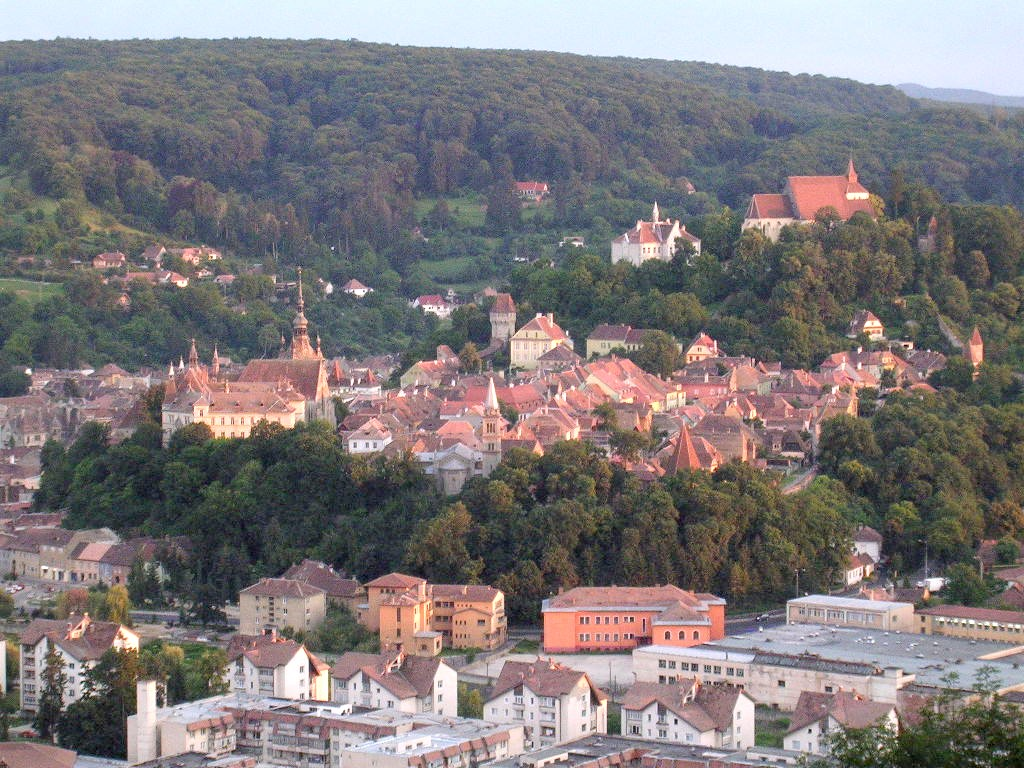
Vista sul centro storico di Sighișoara

- Kendy-Kemény Castle, Brâncoveneşti
- Kornis-Rákoczi-Bethlen Castle, Iernut
- Lapusna Castle, Lăpuşna, Mureş
- Máriaffi Castle, Sângeorgiu de Mureş
- Panet Castle, Pănet
- Pekri Castle, Ozd, Mureş
- Rhédey Castle, Sângiorgiu de Pădure
- Rhédey-Rothenthal Castle, Găneşti, Mureş
- Sighişoara Citadel
- Toldalagi Castle, Corunca
- Ugron Castle, Zau de Câmpie
- Haller Castle, Mihai Viteazu (Saschiz)
- Haller Castle, Ogra
- Haller Castle, Sânpaul
- Teleki Castle, Dumbrăvioara[1]
- Teleki Castle, Gorneşti
- Bethlen Castle, Bahnea
- Bethlen Castle, Boiu, Mureş
- Alexius and Georgius Bethlen Castle, Criş, Mureş
- Alexius and Georgius Bethlen Castle, Mădăraş

Distretto di Sălaj
- Bay Castle, Treznea
- Csáky Castle, Almașu
- Béldy Castle, Jibou
- Wesselényi Castle, Jibou
- Jósika Castle, Surduc
- Haller Castle, Gârbou
- Bánffy Castle, Nușfalău
- Alexius and Georgius Bethlen Castle, Dragu
- Zsombory Mansion, Zimbor
- Báthory Citadel, Șimleu Silvaniei
- Almaș Citadel, Almașu
- Hatfaludy Mansion, Hida
- Viski Mansion, Zăuan
- Sebeș Mansion, Panic
- Morca Mansion, Hida

Distretto di Sibiu
- Apafi Castle, Dumbrăveni
- Bolyai Castle, Buia
- Tobias Castle, Boarta
- Turnu Roşu Castle, Boiţa
- Brukenthal Castle, Avrig
- Brukenthal Castle, Micăsasa

### Wallachia (Valahia)
Distretto di Prahova
- Castello Cantacuzino, Buşteni
- Castello Iulia Hasdeu, Câmpina
- Foişor Castle, Sinaia
- Martha Bibescu Castle, Comarnic
- Castello di Peleș, Sinaia
- Pelişor Castle, Sinaia
- Văcărescu-Calimachi Castle, Măneşti

Distretto di Argeș
- Fortezza di Poenari, Curtea de Argeș

Bucharest